# Digital Negative
Digital Negative (DNG) é um formato de imagem RAW utilizado na fotografia digital, desenvolvido em 2004 pela empresa americana de softwares Adobe Systems, Esse tipo de arquivo foi criado com a intenção de padronizar os diferentes formatos de RAW utilizados no mercado pelas diferentes marcas de câmeras, além de unificar o arquivo de imagem com seu script de edição e metadados.